# Ecnomus forbesi
Ecnomus forbesi är en nattsländeart som beskrevs av Scott 1968. Ecnomus forbesi ingår i släktet Ecnomus och familjen trattnattsländor. Inga underarter finns listade i Catalogue of Life.